# Agardhiella prahovensis
Agardhiella prahovensis is een slakkensoort uit de familie van de Argnidae. De wetenschappelijke naam van de soort is voor het eerst geldig gepubliceerd in 1986 door Grossu.